# Tetrachne
Tetrachne là một chi thực vật có hoa trong họ Hòa thảo (Poaceae).

## Loài
Chi Tetrachne gồm các loài: